# Diploconger polystigmatus
Diploconger polystigmatus és una espècie de peix pertanyent a la família dels còngrids i l'única del gènere Diploconger.

## Descripció
- Pot arribar a fer 30 cm de llargària màxima.[3][4]

## Hàbitat
És un peix marí, demersal i de clima tropical que viu entre 37 i 215 m de fondària a la plataforma continental.

## Distribució geogràfica
Es troba a l'Índic oriental: el nord-oest d'Austràlia.

## Costums
És bentònic.

## Observacions
És inofensiu per als humans.